# Centotheca mucronata
Centotheca mucronata là một loài thực vật có hoa trong họ Hòa thảo. Loài này được (P. Beauv.) Hack. mô tả khoa học đầu tiên năm 1891.